# Mišić dilatator zjenice
Mišić dilatator zjenice (lat. musculus dilatator pupillae) mali je parni mišić glave građen od glatkih mišićnih vlakana. Nalazi se u sastavu šarenice oka. Djeluje kao antagonist mišiću sfinkteru zjenice i pruža se od njega do cilijarnog ruba šarenice. 
Inerviran je simpatičkim vlaknima koja ovdje dolaze preko cilijarnog ganglija. Osnovna funkcija mu je širenje otvora zjenice (midrijaza), što omogućava da više svjetlosnih zraka uđe unutar oka i dospije na mrežnicu. Ovo posebno dolazi do izražaja u tami i polutami.
Do širenja zjenica može doći i pod utjecajem nekih lijekova, kao i u strahu, zbog pojačanog djelovanja simpatičkog dijela vegetativnog sustava.